# Margarethe von Eckenbrecher

Margarethe von Eckenbrecher (vor 1912)

Margarethe von Eckenbrecher (* 30. September 1875 in Bernburg (Saale) als Margarethe Hopfer; † 18. Juli 1955 in Windhoek) war eine deutsche Lehrerin und Autorin in Südwestafrika.

## Leben
Nach einer Berufsausbildung als Lehrerin für höhere Mädchenschulen und mehrjähriger Lehrtätigkeit an Berliner Lyzeen und Pensionaten in England heiratete sie 1902 in Berlin ihren Stiefcousin, den Landschaftsmaler Gustav Heinrich Themistokles von Eckenbrecher (* 28. Juni 1876 in Düsseldorf; † 25. Januar 1935 in Asunción, Paraguay), Sohn des Landschafts- und Marinemalers Karl Paul Themistokles von Eckenbrecher, der einer geadelten Familie entstammte.
Gustav Heinrich von Eckenbrecher hatte von 1895 bis 1900 zunächst bei der Schutztruppe für Deutsch-Südwestafrika gedient, danach als Farmer und Händler gelebt. Als Teilnehmer des Feldzuges gegen die Swartbooi-Hottentotten besaß er das Anrecht, sich eine Regierungsfarm zu Vorzugsbedingungen zu erwerben. Im Mai 1902 landeten die Eckenbrechers in Swakopmund und ließen sich in Okombahe am Omaruru nieder, wo es bereits eine Missions- und Militärstation gab. Dort gründeten sie einen Farmbetrieb und trieben Handel mit den Damara und OvaHerero der nahe gelegenen Werft Kawab. Kurz vor dem Hereroaufstand wurde Margarethe von Eckenbrecher von einigen Hereros gewarnt, so dass auf ihre Initiative hin die Station in den Verteidigungszustand versetzt wurde. Trotzdem wurden einige unvorsichtige Weiße ermordet und die Häuser im Ort geplündert. Einige Wochen später wurden die Bewohner von der Kompanie Franke gerettet und nach Omaruru geleitet. Kurz darauf kehrte Frau von Eckenbrecher zusammen mit ihrem Sohn Themistokles (Bitz) von Eckenbrecher (1903–1976) nach Deutschland zurück, während ihr Mann zunächst als Soldat für einige Monate in Südwestafrika zurückblieb; als er schließlich dienstunfähig wurde, folgte er seiner Frau nach Deutschland.

Margarethe von Eckenbrecher in Südwestafrika (1907 o. früher)

Zunächst lebte die Familie in Weimar, dann in Braunschweig. Schließlich gingen Eckenbrechers für einige Jahre nach Deutsch-Ostafrika, wo sie in Usambara als Farmer lebten. Da ihr Mann der Familie keine Existenz sichern konnte, scheiterte die Ehe und wurde 1913 geschieden. Ein halbes Jahr später ging Frau von Eckenbrecher zusammen mit ihren beiden Kindern nach Südwestafrika und verbrachte dort – ausgenommen ein Deutschlandbesuch im Jahre 1922 – den Rest ihres Lebens.
Ihren Lebensunterhalt konnte sie als Lehrerin an der Kaiserlichen Realschule in Windhoek verdienen. Zunächst hatte sie eine Aushilfsstelle bekommen, da die meisten Lehrer bei Ausbruch des Ersten Weltkrieges eingezogen wurden; später wurde sie fest angestellt. Der Ausweisung deutscher Lehrer und Beamter 1919/20 durch die südafrikanischen Mandatsbehörden entging sie, da Lehrerinnen für deutsche Schulen dringend benötigt wurden. Bis zu ihrer Pensionierung im Jahre 1935 war sie im Schuldienst tätig. Den Ruhestand verlebte sie in Klein-Windhoek. Infolge des Lehrermangels während der Internierungen im Zweiten Weltkrieg wurde sie für kurze Zeit in den Schuldienst zurückgeholt. Den Wunsch, noch einmal eine Farm aufzubauen, konnte sie sich nicht erfüllen. Ihr Grab befindet sich auf dem Gammams-Friedhof in Windhoek. Sie liegt neben ihrem jüngeren Sohn Hans-Henning von Eckenbrecher (1905–1927) begraben.

## Werke
- Was Afrika mir gab und nahm. Erlebnisse einer deutschen Ansiedlerfrau in Südwestafrika. Mit 16 Bildertafeln und einer Karte, Berlin 1907.[3] suub.uni-bremen
- Deutsch-Südwestafrika. Kriegs- und Friedensbilder. Selbsterlebnisse, Leipzig 1907.
- Im dichten Pori. Reise- und Jagdbilder aus Deutsch-Ostafrika, Berlin 1912. suub.uni-bremen
- Was Afrika mir gab und nahm. Erlebnisse einer deutschen Ansiedlerfrau in Südwestafrika 1902 – 1936. Siebente neubearbeitete und bis auf die Gegenwart fortgeführte Auflage, Berlin 1937.
- Was Afrika mir gab und nahm. Erlebnisse einer deutschen Ansiedlerfrau in Südwestafrika 1902 – 1936, Swakopmund 2000. (Reprint der Ausgabe Berlin 1940)

## Sekundärliteratur
- Hans Jenny: Der heimliche Reichtum Namibias. Begegnungen mit Südwester Pionieren, Zürich 1990, S. 100.
- Kosch 3 III, 846.
- H. E. Lenssen: Chronik von Deutsch-Südwestafrika. Eine kurzgefaßte Aufzählung geschichtlicher Ereignisse aus der Deutschen Kolonialzeit von 1883 – 1915. Neubearbeitung mit Anmerkungen und einem Personen- und Ortsnamenregister von Gunter von Schumann, Windhoek 1999, S. 118 u. 264.
- Lisa Kuntze: Was hält Euch denn hier fest? 55 Lebensgeschichten aus Südwestafrika / Namibia, Windhoek 1982, S. 29–30.
- Werner Tabel: Erlebnisschilderungen von Soldaten und Siedlern aus der Kolonial- und Mandatszeit Südwestafrikas, in: Afrikanischer Heimatkalender, Windhoek 1975, S. 81–122.
- Werner Tabel: Autoren Südwestafrikas. Biographien, Rezensionen und Hintergrundinformationen, Klaus Hess Verlag, Göttingen 2007, ISBN 978-3-933117-37-3.